# The Alchemist (nhạc sĩ)
Daniel Alan Maman (sinh ngày 25 tháng 10 năm 1977), thường được biết đến với nghệ danh The Alchemist (hay Alchemist), là một nhạc sĩ, nhà sản xuất âm nhạc, DJ, rapper và nhà sáng tác nhạc người Mỹ. Anh bắt đầu sự nghiệp vào năm 1991 với tư cách thành viên bộ đôi nhạc hip hop The Whooliganz với nghệ danh Mudfoot, cùng với thành viên còn lại là Scott Caan (nghệ danh "Mad Skillz"). Sau khi trở nên nổi tiếng vào cuối những năm 1990, cũng như với tư cách là cộng sự của Dilated Peoples và Mobb Deep, anh đã sản xuất âm nhạc cho nhiều nghệ sĩ hip hop hàng đầu của thập niên 2000, và được xem là một trong những nhà sản xuất hàng đầu của thể loại này. Anh hiện là DJ chính thức của Eminem. Ngoài ra, cùng với người cộng sự lâu năm Oh No (người đã cũng anh thành lập Gangrene), Woody Jackson và Tangerine Dream, anh đã đồng sáng tác âm nhạc cho trò chơi điện tử Grand Theft Auto V (2013).

## Danh sách đĩa nhạc
| - 1st Infantry (2004) - Chemical Warfare (2009) - Russian Roulette (2012) - The Alchemist's Cookbook (2008) - Yacht Rock (2012) - SSUR (2013) - Diagnosis (2013) - Nothing to See/Hear (với Evidence) (2014) - British Knights – Which Way's The Beach (với Samiyam) (2014) - Craft Singles (2016–2018) - Lunch Meat (2018) - Bread (2018) - Yacht Rock 2 (2019) - The Cutting Room Floor (2003) - Insomnia (2003) - No Days Off (2006) - The Chemistry Files (2006) - The Cutting Room Floor 2 (2008) - The Cutting Room Floor 3 (2013) - Gangster Theme Music (2000) - Action/Drama (2001) - The Ultimate Music Machine (2002) - Lab Tested, Street Approved (2004) - 1st Infantry: The Instrumentals (2005) - Rapper's Best Friend (2007) - Greneberg Instrumentals (2011) - Covert Coup Instrumentals (2012) - Rapper's Best Friend 2 (2012) - 360 Waves Instrumentals (2013) - Lord Steppington Instrumental Version (2014) - Rapper's Best Friend 3 (2014) - Israeli Salad (2015) - Retarded Alligator Beats (2015) - The Silent Partner Instrumentals (2016) - Rapper's Best Friend 4 (2017) - French Blend (2017) - French Blend Pt. 2 (2017) - Paris x LA x Bruxelles (Instrumentals) (2017) - Rapper's Best Friend 5 (2019) | - Make Way For The W (1993) (với Scott Caan as the Whooliganz; album never officially released but was bootlegged) - Return of the Mac (2007) (với Prodigy) - The Antidote (2009) (với Fashawn) - Sawblade EP (2010) (với Oh No as Gangrene) - Gutter Water (2010) (với Oh No với tư cách Gangrene) - Covert Coup (2011) (với Curren$y) - Greneberg (2011) (với Oh No as Gangrene and Roc Marciano) - How Does It Feel EP (2011) (với ChrisCo) - Vodka & Ayahuasca (2012) (với Oh No với tư cách Gangrene) - Odditorium EP (2012) (với Oh No với tư cách Gangrene) - No Idols (2012) (với Domo Genesis) - Rare Chandeliers (2012) (với Action Bronson) - 360 Waves (2013) (với Durag Dynasty) - Albert Einstein (2013) (với Prodigy) - Masterpiece Theatre EP (2013) (với Willie the Kid) - The Music of Grand Theft Auto V: The Score (2013) (với Tangerine Dream, Woody Jackson và Oh No) - My 1st Chemistry Set (2013) (với Boldy James) - Lord Steppington (2014) (với Evidence as Step Brothers) - The Good Book (2014) (với Budgie) - FASH-ionably Late (2014) (với Fashawn) - Welcome to Los Santos (2015) (với Oh No) - You Disgust Me (2015) (với Oh No với tư cách Gangrene) - The Carrollton Heist (2016) (với Curren$y) - Rap & Glorie (2016) (với Kempi) - The Silent Partner (2016) (với Havoc) - Fantasy Island EP (2017) (với Jay Worthy) - The Good Book, Volume 2 (2017) (với Budgie) - Paris, LA, Bruxelles (2017) (với Red Bull France) - Moving Parts (2017) (với Lunice) - Fetti (2018) (với Freddie Gibbs & Curren$y) - Layups - EP (2019) (với The Cool Kids) - Burnt Tree (2019) (với Evidence as Step Brothers) - Lamb Over Rice (2019) (với Action Bronson) - Boldface - EP (2019) (với Boldy James) - The Price of Tea in China (2020) (với Boldy James) - LULU (2020) (với Conway the Machine) - Alfredo (với Freddie Gibbs) (2020) |